# 10087 Dechesne
A 10087 Dechesne (ideiglenes jelöléssel (10087) 1990 SG3) a Naprendszer kisbolygóövében található aszteroida. Henry Holt fedezte fel 1990. szeptember 18-án.

## Kapcsolódó szócikk
- Kisbolygók listája (10001–10500)